# Assomaï
Assomaï ist ein Fluss auf Anjouan, einer Insel der Komoren in der Straße von Mosambik.

## Geographie
Der Fluss entspringt in den Ausläufern des Col de Moya im Süden von Anjouan. Er verläuft zwischen Maouéni und Kangani und mündet dort bald in die Straße von Mosambik.
Nördlich schließt sich das Einzugsgebiet des Msimoukoundrou an und südlich das Einzugsgebiet des Itsahou.